# Marines Mask II
Marines Mask II (5 de enero de año desconocido) es un luchador profesional japonés, también conocido como PSYCHO, famoso por su trabajo en la promoción Kaientai Dojo.

## Carrera

### Kaientai Dojo (2001-2003)
PSYCHO debutó en 2001 en Kaientai Dojo, presentando el gimmick de un individuo mentalmente inestable, de tendencias ocasionalmente psicopáticas y que vestía ropa negra hecha jirones y una cresta mohawk teñida de rubio. Sumado a todo esto, PSYCHO hablaba de forma incomprensible, y sólo podía comunicarse correctamente por escrito. A pesar de todos estos extraños rasgos, PSYCHO se reveló como face. Además, al poco de su debut PSYCHO desarrolló una obsesión hacia Apple Miyuki y entró en un feudo con ella, teniendo una relación de amor/odio entre ambos.

### HUSTLE (2004)
PSYCHO apareció en los primeros shows de HUSTLE, interpretando el papel de Flying Vampire #16, entre otros.

### Dragon Gate (2005)
En marzo de 2005, PSYCHO apareció en Dragon Gate durante el Open The Brave Gate Tournament, derrotando a Naoki Tanizaki en la primera ronda, pero perdiendo en las semifinales ante YOSSINO. También aparecería en varias entrevistas en backstage, donde sorprendentemente Genki Horiguchi fue capaz de entender lo que PSYCHO decía, gracias a -según dijo- haberle conocido durante su período de entrenamiento en México.

### Pro Wrestling NOAH (2005)
PSYCHO & TAKA Michinoku aparecieron en Pro Wrestling NOAH el 7 de mayo de 2005 para participar en el Differ Cup 2005 Tag Team Tournament, pero fueron derrotados en la primera ronda por Ikuto Hidaka & Minoru Fujita.

### Pro Wrestling ZERO1 (2005)
A mediados de 2005, PSYCHO comenzó a aparecer regularmente en Pro Wrestling ZERO-ONE, compitiendo en el Tenka-Ichi Junior Tournament 2005. En él, PSYCHO derrotó a Alex Shelley y Osamu Namiguchi, pero fue derrotado después por Takehiro Murakama y Ikuto Hidaka y no logró ganar el torneo.

### All Japan Pro Wrestling (2005)
Durante el verano de 2005, PSYCHO comenzó a aparecer en All Japan Pro Wrestling, formando equipo con TAKA Michinoku -quien ya se encontraba en AJPW- para participar en un torneo por los All Asia Tag Team Championships; tras derrotar a Nobutaka Araya & Taichi Ishikari, TAKA & PSYCHO fueron derrotados en la segunda ronda por Katsuhiko Nakajima & Tomoaki Honma, por lo que fueron eliminados del torneo. Además de competir en combates al lado de Kikutaro y otros luchadores, PSYCHO fue convertido en miembro honorífico del grupo face RO&D, dirigido por Michinoku, para enfrentarse a la facción heel Voodoo Murders. Eventualmente, después de que Michinoku ganase el AJPW World Junior Heavyweight Championship, PSYCHO se enfrentó a él en un combate por el título, pero fue derrotado. Esa fue la última aparición de PSYCHO en la empresa.

### Retorno a Kaientai Dojo (2005-2012)
PSYCHO volvió a Kaientai Dojo en agosto de 2005, compitiendo a tiempo completo para la empresa. Al poco de su retorno, compitió en el Strongest-K 2006 Tournament, sin lograr la victoria; pero, poco después, derrotó a Apple Miyuki para ganar el UWA World Middleweight Championship. En diciembre de 2006, PSYCHO participó en Indy Summit, representando a Kaientai Dojo, haciendo equipo con Tigers Mask & Takeshi Minamino para enfrentarse a Rasse, El Blazer & Yuko Miyamoto, pero fueron derrotados. Meses más tarde, PSYCHO fue hecho miembro del grupo Gekirin, el cual se hallana enfrentado con otra facción llamada Omega.
A principios de 2010, PSYCHO cambió de gimmick y adoptó el de Marines Mask II (マリーンズマスクII Marīnzu Masuku II?), comenzando a utilizar una máscara blanca y un traje similar al del equipo de béisbol Chiba Marines. Basado fuertemente en Tigers Mask, Marines Mask se denotó face, y constituía una nueva dirección a la carrera de PSYCHO. Su primer combate fue haciendo equipo con Kota Ibushi para derrotar a Daigoro Kashiwa & Tigers Mask.
En septiembre de 2010, Marines Mask ganó el Independent Junior Heavyweight Championship ante GENTARO, reteniéndolo durante un tiempo hasta que lo perdió ante Tigers Mask.
En mayo de 2012, Marines Mask fue liberado de su contrato por Kaientai Dojo, buscando convertirse en freelance.

### Pro Wrestling El Dorado (2007)
En 2007, PSYCHO realizó algunas apariciones en Pro Wrestling El Dorado, las cuales fueron discontinuadas después de que la promoción cerrase.

## En lucha
- Movimientos finales
  - Marines Tornado Splash[1][2] (Twisting springboard corkscrew 450º splash)
  - Marines Bomb[2] / High Fly Bomb[1][2] (Springboard high-angle somersault senton)
  - Diable Jambe[7] (Over the shoulder diagonal back to belly piledriver) - 2007
  - Sueño[8] (Cross-armed triangle choke) - 2001-2010
  - Reverse cloverleaf[9]

- Movimientos de firma
  - Marines Suplex[9] (Bridging leg trap exploder suplex)
  - Corkscrew plancha
  - Cross kneelock[9]
  - Diving crossbody
  - Diving moonsault[10]
  - Frog splash
  - Grounded octopus hold[11]
  - Hurricanrana, a veces a un oponente elevado
  - Inverted facelock neckbreaker
  - Legsweep DDT
  - Modified crossface chickenwing[9]
  - Running sleeper slam
  - Reverse figure four leglock[9]
  - Running somersault cutter[2]
  - Shining wizard[11]
  - Short-arm feint enzuigiri seguido de back elbow
  - Spinning reverse STO[12]
  - Springboard derivado en hurricanrana, turning splash o plancha
  - Suicide dive
  - Tilt-a-whirl revolution headscissors takedown
  - Varios tipos de kick:
    - Korie Shot[7] (Jumping corkscrew roundhouse)
    - Drop, a veces desde una posición elevada
    - Overhead
    - Scissors[11]
    - Spinning roundhouse
    - Short-arm enzuigiri
    - Springboard sole a un oponente arrinconado[11]
    - Super
    - Tiger feint

  - Varios tipos de pinfall:
    - Sambo Package[1][2] (High-speed small package)
    - God Trap[1][2] (Reverse arm trap somersault cradle)
    - God Trap Package[7] (Reverse arm trap somersault cradle derivado en small package)
    - PSYCHO Special Lunch Set[7] (Tres cradle seguidos)
    - Thanatos[2] (Short-arm step-up arm wrench somersault leg hook cradle)
    - 089[8] (Arm wrench somersault leg hook cradle)[9]
    - Oklahoma roll
    - Twisting crucifix[13]

## Campeonatos y logros
- Kaientai Dojo
  - Independent Junior Heavyweight Championship (1 vez)
  - UWA World Middleweight Championship (2 veces)
  - WEW Hardcore Tag Team Championship (1 vez) - con Saburo Inematsu
  - Chiba Six Man Tag Team Championship (1 vez) - con Daigoro Kashiwa & Kaji Tomato
  - K-SURVIVOR Tournament (2004) - con Saburo Inematsu, Daigoro Kashiwa, Teppei Ishizaka & Yuu Yamagata
  - Hero World Cup (2011)